# Ciconia
Ciconia es un género de aves ciconiformes de la familia Ciconiidae formado por siete especies, de las que seis habitan en el Viejo Mundo y una, la cigüeña maguari, en América del Sur. No obstante, el registro fósil sugiere que el género era más abundante en las regiones tropicales americanas en tiempos prehistóricos.

## Identificación

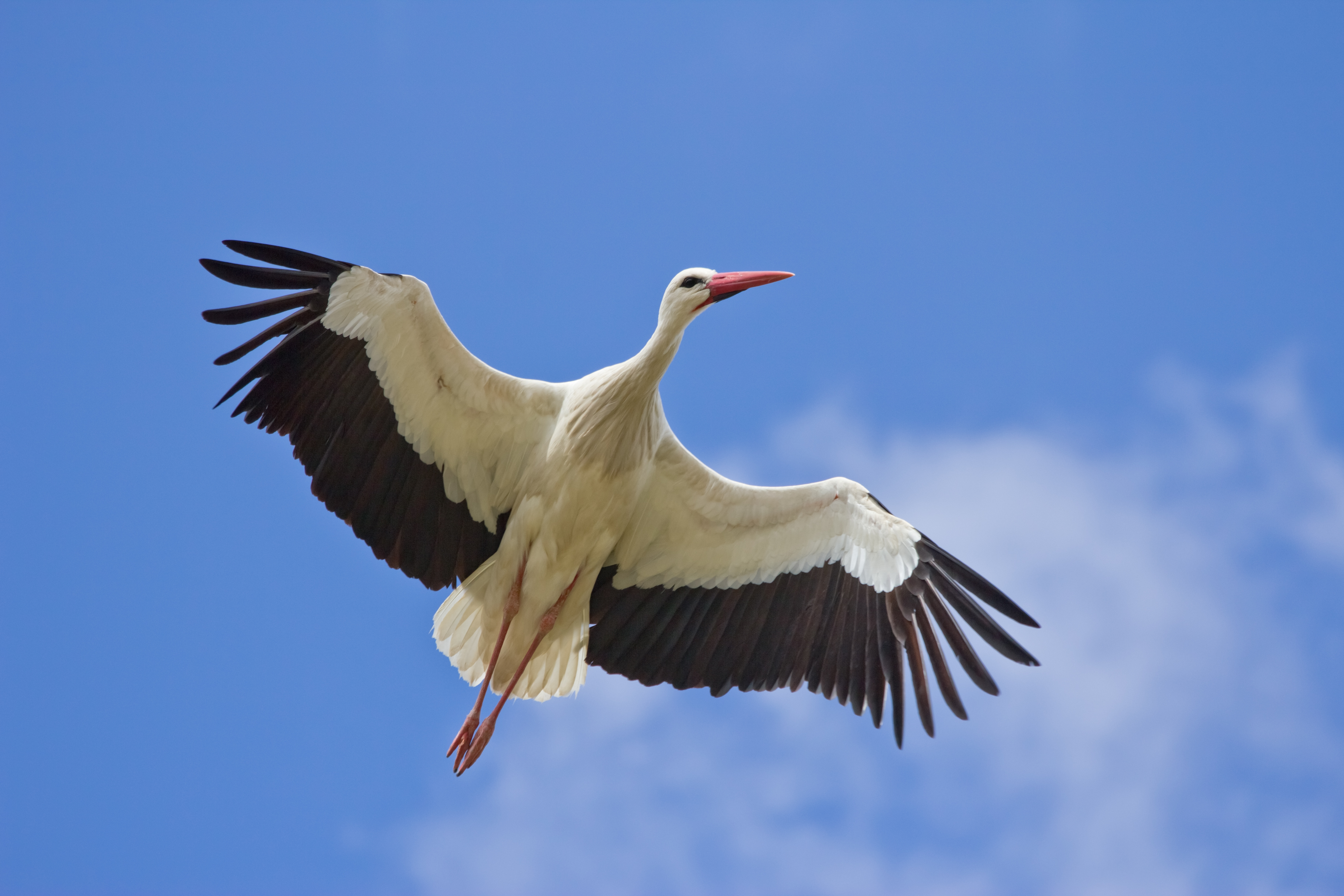
Cigüeña blanca (Ciconia ciconia) en Madrid, España.

Son cigüeñas grandes, de 1 m de altura con una envergadura alar de 180 cm y un pico largo y delgado. Los miembros de este género son más variables en plumaje que otras cigüeñas, pero numerosas especies tienen las alas y la parte superior de sus cuerpos, con el vientre blanco. Los colores juveniles son una versión apagada y parda de los del adulto.
Las especies de Ciconia son gregarias y empollan en colonias; los casales permanecen juntos de por vida. Construyen grandes nidos en árboles, salvo la cigüeña maguari que lo hace en el suelo. Al menos tres especies pueden construir sus nidos en edificaciones. Una de ellas, la cigüeña blanca, es posiblemente la mejor conocida de todas en Europa, donde es un familiar visitante que tiene sagas y leyendas folclóricas asociadas. 
Se alimentan de ranas, insectos, pájaros, lagartos y roedores. Una nota distintiva del género es que vuelan con el cuello estirado, al contrario de otra otras cigüeñas como las ardeidae, que lo retraen.
Las especies migratorias como la cigüeña blanca y la negra remontan el vuelo con suaves movimientos y  descansan en corrientes térmicas de aire caliente en vuelos sostenidos de larga distancia. Como esas corrientes térmicas se forman intensamente sobre tierra, ellas, como las grandes rapaces, cruzan el Mediterráneo por estrechos como el de Gibraltar y el Bósforo, donde muchas de estas aves pueden ser avistadas al migrar.

## Especies
Se reconocen siete especies de Ciconia:
- Ciconia abdimii – cigüeña de Abdim[2]
- Ciconia boyciana - cigüeña oriental[2]
- Ciconia ciconia – cigüeña blanca[2]
- Ciconia episcopus – cigüeña lanuda[2]
- Ciconia maguari – cigüeña maguari[2]
- Ciconia nigra – cigüeña negra[2]
- Ciconia stormi – cigüeña de Storm[2]

## Registro fósil
Los registros fósiles del género son abundantes, indicando que el género Ciconia estaba más extendido que en la actualidad. Aunque el material encontrado sugiere que el género evolucionó en torno al Atlántico, posiblemente en Europa occidental o norte de África, la ausencia comparativa de yacimientos fósiles en Asia resta fundamente a esta asunción. Lo que sí puede afirmarse es que para el Plioceno temprano el género Ciconia estaba extendido por todo el Hemisferio Norte
Entre los miembros fósiles del género se incluyen:
- Ciconia? minor (Mioceno temprano de la Isla Rusinga, Kenia)
- Ciconia sarmantica (Mioceno tardío de Rumania)
- Ciconia especie 1 (Mioceno tardío/Plioceno temprano de Lee Creek Mine, EE. UU.)
- Ciconia especie 2 (Mioceno tardío/Plioceno temprano de Lee Creek Mine, EE. UU.)
- Ciconia? gaudryi (Plioceno temprano de Pikermi, Grecia)
- Ciconia? kahli (Plioceno temprano de Sudáfrica)
- Ciconia lucida (Plioceno medio de Mongolia)
- Ciconia maltha (Plioceno tardío de EE. UU.)
- Ciconia stehlini (Pleistoceno temprano de Hungría)
- Ciconia nana (Pleistoceno tardío de Australia) - anteriormente Xenorhynchus

Un radio distal encontrado en el depósito del pleistoceno tardío de la Caverna de San Josecito, en México puede pertenecer a este género o al Mycteria; es más pequeño que los de las especies actuales de cigüeñas americanas. El género fósil propuesto Prociconia de Brasil, también del Pleistoceno tardío, puede ser un sinónimo de este género o de Jabiru. Un hueso de Ciconia encontrado en un abrigo rocoso en Reunión pertenecía probablemente a un pájaro llevado hasta allí para ser comido por los primitivos habitantes; no hay menciones conocidas sobre la presencia de cigüeñas en las Islas Mascareñas.